# علاقه‌بندی
واژه علاقه بند در ادبیات فارسی به کسی گفته می‌شد که حرفه او ساختن و فروش قیطان و نوارهای ابریشمی باشد. علاقه‌بندان ابریشم تابیده و نوار و قیطان می‌فروختند. 
نخ و رنگ عناصر اصلی علاقبندی است.
از علاقه‌بندان گاه به نام «موزون» و «موزونان» نیز یاد شده‌است و برخی از متون از علاقه‌بندان با عنوان «شعربافان» (به فتح شین) یاد کرده‌اند. «شعرباف» دراینجا بمعنی سراینده و شعرآفرین (به کسر شین) نیست چرا که نوعی بافندگی با مو یا ابریشم را در گذشته «شعربافی» (به فتح شین) می‌خواندند.
این حرفه کوچک که در آغاز منحصر به ساختن و فروختن چند نوع نوار و قیطان بود به تدریج به گونه دیگر حرفه‌ها و صنایع دستی موارد استفاده متعدد پیدا کرد و در نتیجه رشته‌های متنوعی در این صنعت ایجاد شد.
هنر علاقه‌بندی در بسیاری شهرهای ایران رواج دیرینه خود را از دست داده‌است، و تنها در شهرهای اصفهان و کاشان و یزد و قم تا دهه پنجاه خورشیدی هنوز علاقه‌بندی از رونقی نسبی برخوردار بود. در اصفهان بازاری به این نام وجود دارد. در تهران بازار علاقه‌بندان ازبین رفته و فعالیت‌های مربوط باین هنر در چند کارگاه خیلی کوچک، محدود شده‌است.
وسیع‌ترین و مجهزترین کارگاه‌های علاقه‌بندی تهران در دهه ۵۰ خورشیدی متعلق به حسن یراقچی فرزند حاج محمدعلی یراقچی بود که خود از علاقه‌بندان به نام بوده‌ است.
حاج محمدعلی یراقچی قسمتی از تزئین در کاخ‌های سلطنتی را از دوران قاجاریه به‌عهده داشت. از دیگر علاقه‌بندان معروف محمدحسین یراقچی و آقا میرزا احمد یراق‌باف و حاج‌غلامحسین یراقچی را می‌توان نام برد.

## علاقه‌بندان نامی گذشته
- دمشکی همدانی: ازمردم زادگان همدان و پسرحسن‌بیگ لنگ درودآبادی بود، او درفن علاقه‌بندی سرآمد اقران و امثال می‌نمود ولی بینهایت لوند و ولگرد و بی‌باک و بدنفس بود و ازاین‌رو در تبریز عسس‌باشی شد. ص۱۹۷ مجمع‌الخواص و تکمله ۴ صفحه ۱۸۳ آئین اکبری.
- شراری همدانی: برادر مولانا رشکی است. او نیز در علاقبندی بدیل است و موزون نیز هست ص۱۹۴ مجمع‌الخواص.
- حاج‌مظفر: ولد علیرضابیک تبریزی ساکن عباس‌آباد اصفهان است. مدتی بعلاقه‌بندی که حرفت آبائی او بود مشغول شده بعدها به سلک شعرا درآمده به هندوستان رفت. ص۳۴۸ دانشمندان آذربایجان (مرحوم تربیت).

درصفحه ۴۲۶ صبح‌گلشن نیز بمطلب فوق‌اشاره رفته‌است. درویشانه داشت و برای کسب معاش بعلاقه‌بندی همت می‌گماشت، ص۱۹۸ طبع‌گلشن.
- فردی: تبریزی، دراول بکسب علاقه‌بندی مشغول بود و از معمّا و دیگر فنون شعر خالی نبود، تحفه سامی ص۱۴۲.
- آمینای رشتی: علاقه‌بند بی‌بدیل بود در نهایت خوش‌خلقی، چیزی نخوانده بود و سواد نداشت و از تتبع بسیار شعر می‌گفت، نصرآبادی صفحهٔ ۳۸۰.
- میرصنعی: از اهالی نیشابور است. دربارهٔ او نوشته‌اند: درویش‌منش و ریاضت‌کش است و در فن شعر از راهنمایان اینجانب (صادقی‌بیگ‌افشار) و حقیر اکثر رسائل ضروری شعری را در حضور ایشان گذرانیده‌ام. درمدتی متجاوز ازسه سال ندیدم که سر ببالین استراحت بگذارد، در صورتی‌که تقریبأ نودسال داشت.

لطافت و نزاکت طبعش بیشتر ازآن است که وصف توان کرد. درفن علاقه‌بندی چنان مهارت داشت که با کاشتن گل و دورنگ نوشته بود. به‌طوری‌که ازاسلوب وصافی خارج نشده بود. مصراع این است: «بنگر صنع خدا رابنگر» از رنگ و افشان و کاغذ و همچنین ازسرنج وسفیدآب و لاجورد شوئی نیز اطلاع داشت. اوصاف حمیده‌اش چندان است که شرح آن در این رساله نگنجد، مجمع‌الخواص صفحهٔ ۶۷.
- قضائی یزدی: آقا محمدصادق شعرباف و شوقش بشعرسکنی داشت. چند سال قبل از این بهند رفت و فوت شد. تذکره نصرآبادی صفحهٔ ۴۲۳.
- کسوتی: در یزد بامرشعربافی مشغول بود ـ تذکره آذر. وقوف است، بلکه صاحب اختراع. ازجمله در شعربافی در زیر فلک اطلس نظیر ندارد، و تا نقش‌پرداز فلک نیلوفری و استاد کارخانه معصفری تاروپود لیل‌ونهار بر کارگاه روزگار کشیده مثل اوئی ندیدم. تحفه سامی صفحهٔ ۷۸.

جلالای کاشی در کمال درویشی و دردمندی است. مدت‌هاست که در اصفهان درفن شعربافی صاحب تصرف بود. اما ذوق شعربافی ازآن کسب او را محروم ساخت «یقینی» تخلص می‌کرد. تذکره نصرآبادی صفحهٔ ۳۳۶.
- حاج شاه‌باقر: از اهالی کاشان است. چند دستگاه شعربافی داشت و ازآن ثمرةآنچه بهم می‌رسیده صرف موزونان و دردمندان می‌کرد. آب‌انباری در محله پشت مشهد کاشان ساخت. نصرآبادی صفحهٔ ۱۳۸.

## رشته‌ها
کار علاقبندی حیطه وسیعی دارد که در محدوده آن با رشته‌های گوناگون ظریفی رودرو می‌شویم:
نقده‌دوزی، ده یک دوزی، ملیله‌دوزی، منجوق‌دوزی، مرواریددوزی، پولک‌دوزی، سجاف‌دوزی، مغزی‌دوزی، فتیله دوزی (آجیده)، قلاب‌دوزی، یقه‌دوزی (سلسله‌دوزی)، لمسه‌دوزی، سوزن‌دوزی، شماره‌دوزی (مریشکا)، پیله‌دوزی، آئینه‌دوزی، تکه‌دوزی، ابریشم‌دوزی، گلدوزی، زرددوزی، سیم‌بافی، زرکشی. وبااینکه رشته‌های فوق هریک مستقل‌اند وتبحر و مهارت متمایزی را می‌طلبند، اکثر علاقبندان در این زمینه‌ها نیز دستی بلند داشته‌اند و حتی در پیشبرد این رشته‌ها و تنوع و تکامل آن نقشی مؤثر ایفا کرده‌اند.
تأثیر علاقبندان در رشته‌های یاد شده گاه تاحد ابتکار و خلق وسایلی بوده‌است که موجب جهش و تغییری کیفی در رشته مزبور گردیده‌است.
بدینسان علاقبندی جایگاه ویژه‌ای درمیان صنایع مستظرفه بخود اختصاص می‌دهد:
علاقه‌بند با تهیه یراق در پیشبرد زنجیره دوزی مؤثر می‌افتد یا با تهیه گلابتون و ملیله در پیشبرد ملیه‌دوزی و گلابتون‌دوزی نقش می‌یابد و در دیگر رشته‌ها نیز به نحوی تأثیر می‌بخشد.

## چگونگی علاقه‌بندی
- الف ـ تهیه نخ: که از وسایل اولیه و اصلی کار علاقه‌بند است ابریشمین است. درگذشته نخ مورد نیاز علاقبند به شیوه‌های ابتدائی و دستی تهیه می‌شد، ولی اینک به یاری ماشین‌های مدرن و مجهز تهیه می‌گردد. علاقبندان پیشین نخهائی از بعضی فلزات مانند طلا و نقره و مس تهیه می‌کردند که اکنون این نخ‌ها نیز وسیله ماشین فراهم می‌شود. بزرگترین صادرکننده این گونه نخ‌ها دردنیا در حال حاضر فرانسه و سوئداند.
- ب ـ رنگ‌آمیزی: رنگ‌آمیزی مهمترنی رکن کار علاقبندی است و بیشترین مهارت و ذوق درجریان رنگ‌آمیزی بکار می‌آید. جنبه هنرکار علاقبندی بیشتر مرهون ترکیب و تهیه رنگ، و کاربرد آنست.

علاقه‌بند باید با گذشت زمان مهارت کافی در رنگ‌آمیزی بدست آورد تا بتواند رنگ نخ‌های سفید، نوارها و منگوله‌ها و حاشیه‌های بافته شده را هماهنگ و همسان با رنگ پارچه‌ای کند که این نوارها و حاشیه‌ها به آن متصل خواهد شد؛ و با این گزینش باید به زبان رنگ‌ها راه یابد و جلوه و رخشندگی هررنگ را در رنگ همزادش دریابد.
- ج ـ بافندگی: بافندگی در علاقبندی یک کار شالوده‌ای است. در گذشته وسایل اولیه و دستگاه‌های کوچک دستی و چوبی قسمت‌هائی از کارهای بافندگی را انجام می‌دادند، ولی اینک ماشین قسمتی ازکار بافندگی را بعهده گرفته‌است. (ش ۱ و ۲ دو وسیله مدرن و اولیه ماشین‌های بافندگی را نشان می‌دهد).

بخاطر اهمیت اساسی کار بافندگی در علاقه‌بندی ضروری بنظر می‌آید که کارهای مربوط ببافندگی را تقسیم‌بندی کنیم و تاحد امکان بشرح هریک از اجزاء آن بپردازیم: بافندگی شامل ریشه‌بافی، یراق‌بافی، قیطان‌بافی، طناب‌بافی و نواربافی است.
- ریشه‌بافی: قسمت اعظم بافت ریشه، وسیله ماشین انجام می‌گیرد. ریشه‌ها، همه ابریشمی هستند و در تزئین حاشیه شالها و روسری‌ها (علاقه دستار)، بقچه وسوزنی، روتختی و رومیزی بکار می‌روند. نیز استفاده ازآن در حاشیه سایه‌بانها، جایگاه‌ها، پرچمها، مبل‌ها، لباسها، دامنه و یالان پرده‌ها به منظور جلوه‌دادن و زیبائی بخشیدن مرسوم است.

سه نوع اصلی آن با این نام‌ها و مشخصات پیدا می‌شود:
ریشه مبلی به سه شکل ساده و منگوله‌وار و شبکه‌وار دیده می‌شود (ش ۴ وش ۵).
ریشه پرده‌ای: به صورتهای ساده، تک‌تک و منگوله‌دار تهیه می‌گردد.
ریشه‌های لباسی: ساده‌است.
پهنای ریشه‌ها بین ۲ تا ۷ سانتی‌متر تغییر می‌یابد. با پهنای ۲ تا ۶ سانتی‌متر در حاشیه پرده‌ها مصرف می‌شود. با عرض‌های ۶ تا ۳۰ سانتی‌متر، درمبل بکار می‌رود. درلباس انواع ۶ تا ۷۰ سانتی‌متری آن مورد استفاده‌است.
- منگوله‌بافی: قسمت‌هائی از بافت منگوله با دست و قسمت‌هایی ازآن با ماشین انجام می‌گیرد. از منگوله بیشتر برای تزئین حاشیه پرده‌ها و چادرها استفاده می‌کنند، هرچند که موارد مصرف آن با ذوق و سلیقه تهیه‌کننده و مصرف‌کننده، رابطه مستقیم دارد. (ش ۶ ـ کلاه منگوله‌ای کردستان، موزه مردم‌شناسی ویترین کلاه‌ها-).

درمیان منگوله‌های مختلف نوعی که بکلاه‌های مخصوص تشریفاتی گاردهای تشریفات نصب می‌شود (ش۷) منگوله تشریفات نام دارد. نوعی ازآن که به بندهای پرده‌های کرکره‌ای متصل است، منگوله کشش خوانده می‌شود.
آپولیت نی منگوله‌ای شرابه مانند است که در لباسهای افسران ارشد، روی پاگون و در منتهی شمشه‌ها جا می‌گیرد. آخر از پورقبه بگوئیم که آن را به شمشیرهای تشریفات در سلامها می‌آویزند.
- یراق‌بافی: نوعی نوار که از سیمهای نازک فلزی بافته می‌شود، یراق نام گرفته‌است مواد اولیه بافت یراق را زرکش‌ها و سیم‌سازها برای علاقبندان از طلا و نقره و مس و برنج آماده می‌کنند. البته یراقهای مسین را گهگاه با لایه‌ای از زر می‌پوشانند تا سیاه نشود. اکنون دراصفهان، چند کارگاه کوچک یراق‌بافی بکار مشغول است، اما بیشتر یراق مصرفی ایران از آلمان و سوئد می‌رسد. یراق در لباسهای نظامی، چادرهای زنانه قدیم، لباسهای زنانه مخصوصأ لباسهای محلی مورد مصرف دارد. نمونه‌های جالبی از یراق در عکسهایی که از لباس وزراء سلاطین قدیم دردست است نیز به چشم می‌خورد.

نمره‌های یراق که اندازه آن را به سانتی‌متر مشخص می‌کند: ۱، ۲، ۵ر۲، ۳، ۴ است؛ و به شکل‌های ساده، مارپیچ، زنجیره‌ای و منقوش به فروش می‌رسد. یراق واژه ترکی است.
- قیطان‌بافی: از کارهای اصلی علاقبندان است که در گذشته به آن اشاره شد. موارد مصرف متعددی دارد. اما بیشتر برای تزئین و زیبائی بکار گرفته می‌شود. قیطانها یا ابریشمی هستند یا نخی. اگرچه بتازگی از ابریشم مصنوعی و پلاستیک هم بافته می‌شود. نمره و اندازه آن نسبت به قطرش که بین سه تا ۷ میلی‌متر است و با چرخهای ویژه‌ای بافته می‌شود تعیین و نامگذاری می‌گردد.
- طناب‌بافی: درسه نوع مختلف ازنظر بافت تهیه می‌شود: جودانه‌ای، پله‌ای و ساده یا (سرمه‌ای) طنابهای ابریشمی در پرچمها و نیز در تفکیک جایگاه‌های مخصوص تشریفاتی، بکار می‌رود. نوعی از این که قطر بیشتری دارد، طناب تفکیک خوانده می‌شود و برای تزئین نرده‌ها، راه پله‌ها و سرسراها مورد لزوم است. دیگر از مصارف طناب، استفاده آن در پرده‌های کرکره‌ای، واکسیلهای نظامی و شرابه‌ها است. قطر طناب از ۸ تا ۴۰ میلی‌متر تغییر می‌کند.
- نواربافی: نوار در اصطلاح علاقبندان گالون است. به حسب عرض نمره‌گذاری می‌شود. بیشتر در حاشیه لباس و پرده مصرف می‌شود. از معروفترین نوارهای علاقبندی نوار سرمه‌است که آن را درلبه لباسها بکار می‌گیرند.

درتهیه نوار، رنگ‌آمیزی و هماهنگی رنگ‌ها مورد نظر است. نوارهای زربفت بهترین و گرانترین نوع نوار است.
سرداران شمسه‌دار ـ در موزه مردم‌شناسی
علاوه‌بر کارهایی که به آن اشاره شد، علاقه‌بندان بسته به ذوق و سلیقه و مهارت‌های شخصی، کارهای جنبی دیگری نیز انجام می‌دهند، ازآن جمله بافت دکمه‌های مخصوص، نشانها، کمرهای یراقدار تشریفاتی برای آویختن شمشیر در مراسم مخصوص، شمسه‌ها، پاگونها، سردوشی‌های تشریفاتی و نظامی، واکسیل و … نیز کارهایی تزئینی نظیر آراستن لباسهای تشریفاتی، سراپرده‌ها، سرسراها، راه‌پله‌ها، جایگاه‌های مخصوص را علاقه‌بندان انجام می‌دهند. ملیله‌وپولک‌دوزی روپوشها و شنل‌های تشریفاتی اجراء زردوزی تاج‌ها و نیم‌تاج‌های مخصوص تشریفات و بسیاری اعمال دیگر نیز از این دست به علاقبندان واگذار می‌شود.
- بند پرده: درمیان کارهای متعدد اختصاصی علاقه‌بندی، ساخت وسیله‌ای تزئینی به اسم بند پرده جای ویژه‌ای دارد. بند پرده انواع فراوانی دارد که با نام منگوله‌هایش خوانده می‌شود. برای ساخت آن خراط قالبهایی به اشکال مختلف تهیه می‌کند و روی این قالبهای چوبی ابریشم‌دوزی انجام می‌گیرد.

قالبها بیشتر به شکل گلابی، تنبوشه‌ای، فنجانی، کاسه‌ای، پولکی هستند و بند پرده نیز به همین نام‌ها خوانده می‌شود.
- شمسه: درگذشته، یا بهتر تا اوایل دوره پهلوی، در طرفین لباسهای رجال، دوگل جواهرنشان بشکل صدف به چشم می‌خورد. این گل‌ها که از نخهای طلایی بافته می‌شد و شباهتهایی با خورشید داشت، شمسه خوانده شد. شمسه‌ها گاهی شرابه‌های مروارید نیز به همراه داشتند که به آن شمسه مروارید نشان می‌گفتند.
- سِرمه: نوعی قیطان است که در دور مبل و پشتی و سرآستین و حاشیه لباسها بکار می‌رود. سرمه‌ها نازک در گلدوزی مصرف دارد. جنس آن ابریشمی است؛ و قطرش از۲ تا ۱۰ میلی‌متر است. رشمه اصطلاح دیگری برای سرمه‌است.
- مغزی: نوار یا ماهوت باریکی است که لای ۲ پارچه می‌گذارند و گاهی ریشه هم دارد (مغزی مبل‌ها).

اما همپای اختراع ماشین‌های مختلف و پیشرفت و ماشینی‌شدن صنایع، در کارهای علاقه‌بندی نیز ماشین چهره نشان داده‌است. با اینهمه هنوز هم نیمی از این کارها با استفاده از روش‌های دستی انجام می‌گیرد. بهرصورت دستگاهای مربوط بکار علاقه‌بندی اینهاست:
ماشین نواربافی، ریشه‌بافی، منگوله‌بافی، ابریشم‌تابی، سرمه‌تابی، طناب‌تابی، قیطان‌بافی، سنبله‌بافی، برزنت‌بافی، یراق‌بافی، سیم‌سازی و نخ پیچی.